# Olama
Pour les articles homonymes, voir Olama (homonymie).
Olama est un village de la région du Centre, au Cameroun. Il est situé sur la rive gauche du Nyong, au sud de Yaoundé, près d'Akono.

## Transports
Au début du XXe siècle, le bac d'Olama servait aux caravanes de porteurs à traverser le Nyong sur la route Kribi-Yaoundé ouverte par les Allemands.
Au début du XXIe siècle, il est devenu insuffisant pour le réseau routier de la région ; le pont d'Olama a été construit[Quand ?] et le chantier d'un tronçon de route bitumée permettant de relier Yaoundé à Kribi a été lancé en 2006, à la suite de la signature en 2004 d'un prêt de 10,08 millions de dollars par le Fonds koweïtien pour le développement économique arabe. En 2010 ce chantier a fait l'objet d'auditions de la Commission nationale anticorruption dans le cadre d'une enquête plus vaste sur un scandale politico-judiciaire.

## Personnalités liées à la localité
- Dieudonné MBala MBala (né en 1966), humoriste.